# 杰卜莱

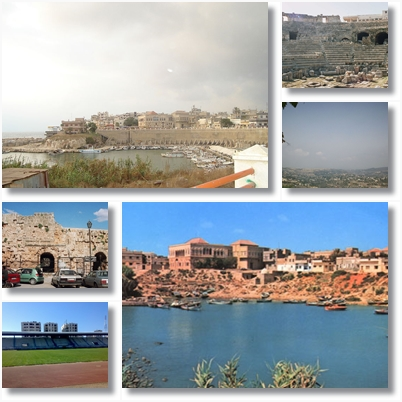

杰卜莱（阿拉伯语：‎）是敘利亞的城市，由拉塔基亞省負責管轄，位於該國西北部地中海沿岸，距離首府拉塔基亞20公里，海拔高度16米，主要經濟活動有農業，2009年人口75,944。
35°21′35″N 35°55′17″E / 35.35972°N 35.92139°E